# Небесный игрушечник
Небесный игрушечник (англ. The Celestial Toymaker) — двадцать четвертая серия британского научно-фантастического телесериала «Доктор Кто», состоящая из четырех эпизодов, которые были показаны в период с 2 по 23 апреля 1966 года. Последний эпизод сохранился в архивах Би-би-си, а остальные три были утрачены и доступны лишь в виде реконструкций.

## Синопсис
Доктор оказывается во власти Игрушечника, и его могут спасти только Додо и Стивен

## Сюжет

### Эпизод 1. Небесная комната игрушек
Инопланетный разум вторгается в ТАРДИС и делает Доктора невидимым. Он, Стивен и Додо выходят в странный мир, Доктор появляется снова и узнает это место. Они попали во владения Игрушечника, существа бесконечной силы, устраивающего игры и ловушки для неосторожных, и они становятся его игрушками. ТАРДИС убирается и прячется среди сотен подделок. Доктор и Игрушечник сталкивались раньше, последний переносит своего старого врага в другое место и дает ему Трилогическую игру, Ханойскую башню из десяти колец. Доктор должен переместить её с одного стержня на другой за точную последовательность из 1023 ходов. На экране в комнате Доктора транслируется происходящее в комнате Стивена и Додо, и наоборот. Игра приобретает другой оборот, когда Игрушечник сообщает, что напарники должны завершить свои задачи раньше Доктора. Когда тот пытается предупредить друзей, злодей делает его невидимым (кроме одной руки) и немым.
Первое испытание Стивена и Додо - два клоуна, Джоуи и Клара, с детскими трюками и опасной версией жмурок с загадками, которая не так проста, как кажется на первый взгляд. Клоунов заставляют переиграть игру заново, когда выясняется, что они жульничают, и на второй раз Джоуи спотыкается о препятствие. Оба противника превращаются в кукол, дергающихся на полу.

### Эпизод 2. Кукольный зал
Стивен и Додо проследуют дальше по коридору в другую комнату с тремя красивыми стульями и принимают вызов от трех оживших игральных карт, Короля и Дамы червей вместе с Валетом и Джокером. В комнате рядом еще четыре стула и Стивен решает загадку из предыдущего соревнования, понимая что шесть из семи стульев смертельны. Семь манекенов используются для проверки стульев. Король и Королева играют вместе с ними и некоторые манекены уничтожаются, так как стулья небезопасны. Додо садится на замораживающий стул и начинает замораживаться, спасаясь в последний момент. Король и Королева погибают, садясь на стулья, а валет Кирилл и Джокер прекращают играть.

### Эпизод 3. Танцпол
Следующие соперники Стивена и Додо - сержант Рагг и миссис Виггс, содержащая кухню. Они соревнуются с героями в охоте за наперстком, которых также является ключом к выходу, за которым должна быть ТАРДИС. Рагг и Виггс вскоре начинают драться, кидаться посудой и едой, и в этом хаосе Додо находит ключ внутри пирога, который готовила миссис Виггс. Она со Стивеном уходит и попадает в комнату с танцполом, где герои встречают трех манекенов, не уничтоженных на стульях, которые превращаются в балерин и начинают танцевать. Далеко в конце танцпола виднеется ТАРДИС. Появляются Рагг и Виггс, желающие порадовать Игрушечника и не пустить Стивена и Додо к их кораблю. Стивен и Додо попадаются двум из кукол и становятся их партнерами по танцу, и освобождаются только убедив балерин в необходимости смены партнеров. Они добегают до ТАРДИС, но это оказывается подделка.

### Эпизод 4. Последнее испытание
У Доктора отличный прогресс в Трилогической игре, и Игрушечник выбирает школьника Кирилла для соревнования с их компаньонами. Додо и Стивен теперь играют в игру, похожую на классики, но полную ловушек и хитростей, отдаляющих от выигрыша. ТАРДИС - конечный приз игры, и чтобы добраться до неё, нужно кидать кубики и избегать наэлектризованного пространства между клетками. Кирилл попадается в свою же ловушку и падает с квадрата. Додо и Стивен оказываются у ТАРДИС.
Доктор в финальной стадии Трилогической игры. Ему возвращают видимость, и он уже держит последний кусок загадки в руке. Трое друзей воссоединяются, Стивен и Додо для безопасности прячутся в ТАРДИС, а Доктор понимает, что если он выиграет, реальность Игрушечника исчезнет вместе с ТАРДИС. Он догадывается отдать приказ из ТАРДИС голосом Игрушечника и быстро дематериализует корабль, а мир вокруг исчезает. Доктор пробует конфеты, подарок Додо от Кирилла, но они вгоняют его в агонию.

## Трансляции и отзывы
| Эпизод                     | Дата показа    | Продолжительность | Телезрители (в миллионах) | Archive                            |
| -------------------------- | -------------- | ----------------- | ------------------------- | ---------------------------------- |
| «Небесная комната игрушек» | 2 апреля 1966  | 24:40             | 8.0                       | Only stills and/or fragments exist |
| «Кукольный зал»            | 9 апреля 1966  | 24:45             | 8.0                       | Only stills and/or fragments exist |
| «Танцпол»                  | 16 апреля 1966 | 24:10             | 9.4                       | Only stills and/or fragments exist |
| «Последнее испытание»      | 23 апреля 1966 | 23:57             | 7.8                       | 16mm t/r                           |
| [ 1 ] [ 2 ] [ 3 ]          |                |                   |                           |                                    |